# Casa del 20 de la Calle 16
La Casa del 20 de la Calle 16 (en inglés: House at 20 West 16th St) es una casa histórica ubicada en Nueva York, Nueva York. La Casa del 20 de la Calle 16 se encuentra inscrita  en el Registro Nacional de Lugares Históricos desde el 30 de mayo de 2007. 

## Ubicación
La Casa del 20 de la Calle 16 se encuentra dentro del condado de Nueva York en las coordenadas 40°44′15″N 73°59′40″O / 40.7375, -73.994444.